# Meximalus
Meximalus is een geslacht van vliesvleugeligen uit de familie Pteromalidae. De wetenschappelijke naam van dit geslacht is voor het eerst geldig gepubliceerd in 1993 door Boucek.

## Soorten
Het geslacht Meximalus omvat de volgende soorten:
- Meximalus heratyi Boucek, 1993
- Meximalus skinnerensis Burks, 2004